# 塔爾格維希特冰川
62°32′53″S 59°38′26″W / 62.54806°S 59.64056°W

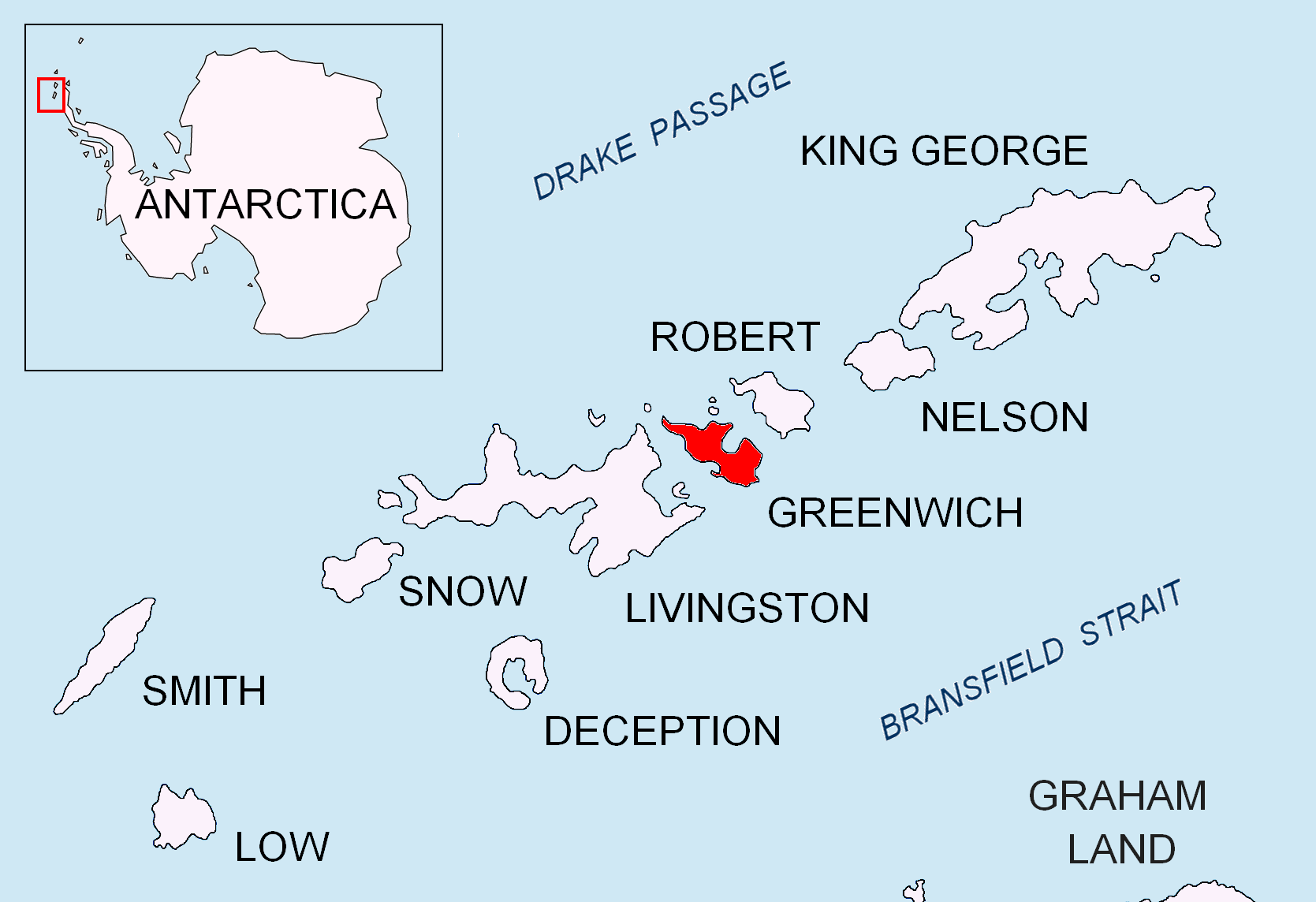

塔爾格維希特冰川是南極洲的冰川，位於南設得蘭群島的格林尼治島，流經布雷茲尼克高地，最終在薩托里烏斯角東北面注入布蘭斯菲爾德海峽。

## 外部連結
- SCAR Composite Gazetteer of Antarctica（页面存档备份，存于）.